# Chaetura chapmani
Chaetura chapmani là một loài chim trong họ Apodidae.